# STS-34
STS-34 (ang. Space Transportation System) – piąty lot amerykańskiego wahadłowca kosmicznego Atlantis i trzydziesty pierwszy programu lotów wahadłowców. Głównym celem misji było wyniesienie na orbitę sondy kosmicznej Galileo przeznaczonej do badania Jowisza.

## Załoga
źródło
- Donald Williams (2)*, dowódca (CDR)
- Michael McCulley (1), pilot (PLT)
- Franklin Chang-Díaz (2), specjalista misji 2 (MS2)
- Shannon Lucid (2), specjalista misji 1 (MS1)
- Ellen Baker (1), specjalista misji 3 (MS3)

*(liczba w nawiasie oznacza liczbę lotów odbytych przez każdego z astronautów)

## Parametry misji
- Masa:
  - startowa orbitera: 116 831 kg
  - lądującego orbitera: 88 881 kg
  - ładunku: 22 064 kg
- Perygeum: 298 km
- Apogeum: 307 km
- Inklinacja: 34,3°
- Okres orbitalny: 90,6 min

## Cel misji
Wyniesienie międzyplanetarnej sondy Galileo, która w grudniu 1995 roku stała się pierwszym sztucznym satelitą Jowisza i od tego czasu przeprowadziła szczegółowe badania tej planety. Sonda zakończyła misję w grudniu 1995 roku.

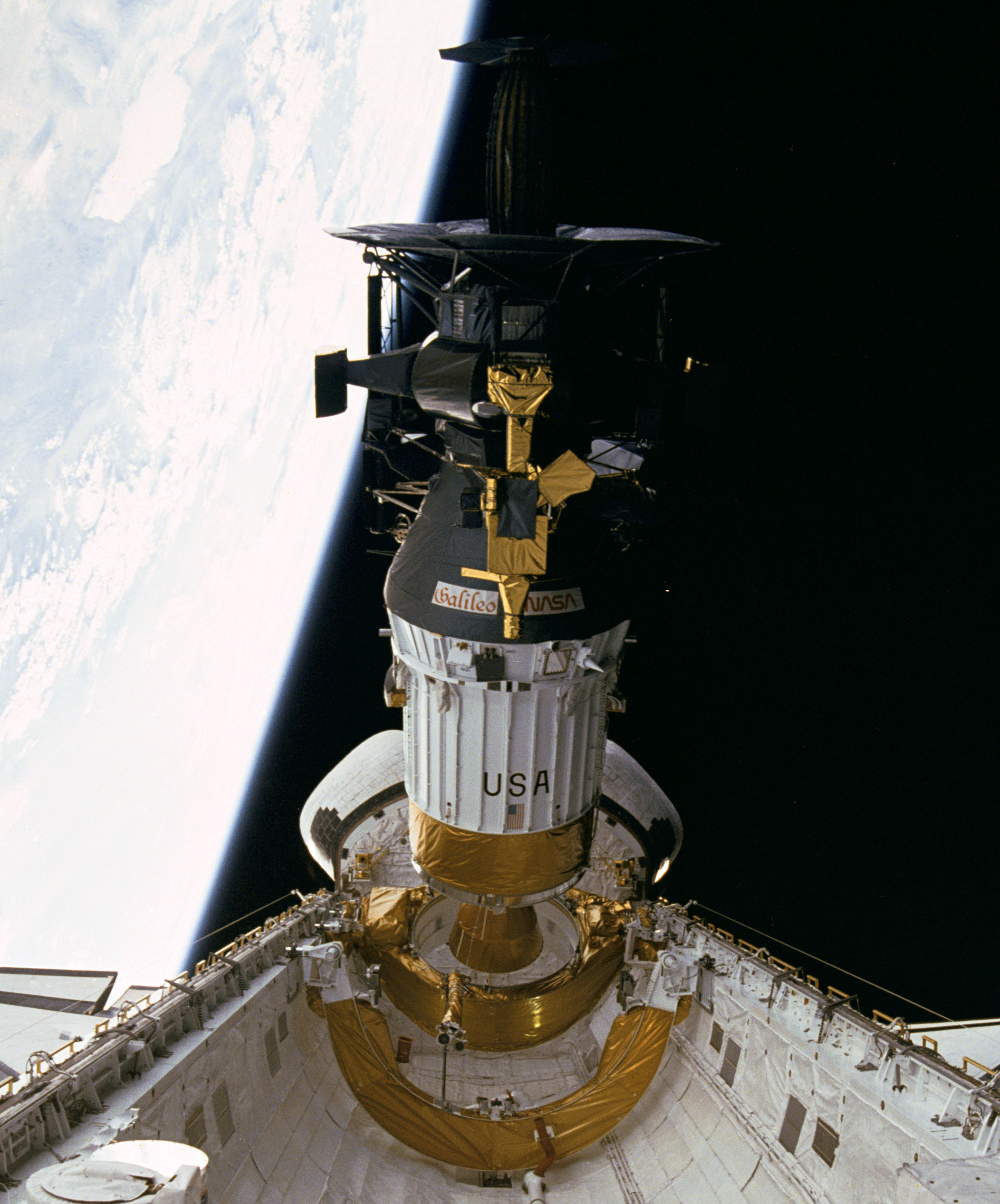
Sonda Galileo opuszcza ładownię wahadłowca